# Colombiers-sur-Seulles
Colombiers-sur-Seulles é uma comuna francesa na região administrativa da Normandia, no departamento Calvados. Estende-se por uma área de 3,27 km². Em 2010 a comuna tinha 162 habitantes (densidade: 49,5 hab./km²).